# Edward Reginald Frampton
Pour les articles homonymes, voir Frampton (homonymie).
Edward Reginald Frampton (Thornton Heath, 29 octobre 1874 - Paris, 5 novembre 1923) est un artiste britannique de l’époque victorienne qui pratiqua la peinture, le vitrail et l’illustration.

## Biographie
Il fit ses études secondaires à la Grammar School (lycée classique) de Brighton. Contemporain d’Aubrey Beardsley, il fréquente comme lui la Westminster School of Art. Il passa sept ans dans l’atelier de son père Edward Frampton  (1846-1929), décorateur, peintre et verrier, où il se forma à l’art du vitrail avant de partir en France et en Italie poursuivre des études artistiques. Il fut membre de la Royal Society of British Artists (Société royale des artistes britanniques),  du Royal Institute of Oil Painters (Institut royal des peintres à l'’huile) ; en 1912, son adhésion à l'Art Workers' Guild, association créée en 1884 par de jeunes architectes qui, sous l’influence des idées de William Morris, rejetaient la distinction entre art et arts appliqués, témoigne de son adhésion aux aspirations de l’art nouveau.

## Style
Son style très stylisé et l’absence de profondeur dans ses tableaux doit beaucoup à la pratique du vitrail. Il témoigne également de l’influence des primitifs italiens, des peintres préraphaélites comme Edward Burne-Jones et d’artistes continentaux comme Pierre Puvis de Chavannes.

## Œuvres
Frampton chercha les sujets de ses premières œuvres dans les textes littéraires, religieux et symbolistes, avant de se tourner vers la peinture de paysage. Il a laissé un ensemble de dessins, d’aquarelles, de peintures à la tempera, de fresques, de vitraux et de peintures à l’huile.
Une partie de ses œuvres sont accessibles au public dans les collections du musée de Birmingham (Birmingham Museums & Art Gallery) et à la Tate Gallery de Londres. Les autres se trouvent dans des collections privées. On lui doit notamment une illustration de la scène des échecs dans La Tempête de Shakespeare.
- Jeune fille tenant un livre et des fleurs (coll. part. 1901)
- Sainte Catherine (coll. part. 1902)
- Navigation (coll. part. 1903)
- Sainte Dorothée, (coll. part. 1904)
- Sainte Cécile, huile sur toile (coll. part. 1905)
- La Pays des fées (1906, coll. part.)
- La Traversée du Saint Graal vers Sarras, (coll. part. 1907)
- Saint Brendan croise Judas, huile sur toile (coll. part. 1908)
- Une madone bretonne, 1913, coll. part.
- La Madonna di promessa, vers 1914, coll. part.
- Flora - flore des Alpes, tempera, musée de Birmingham (1918)
- Une jeune fille de Bruges, 1919, coll. part.

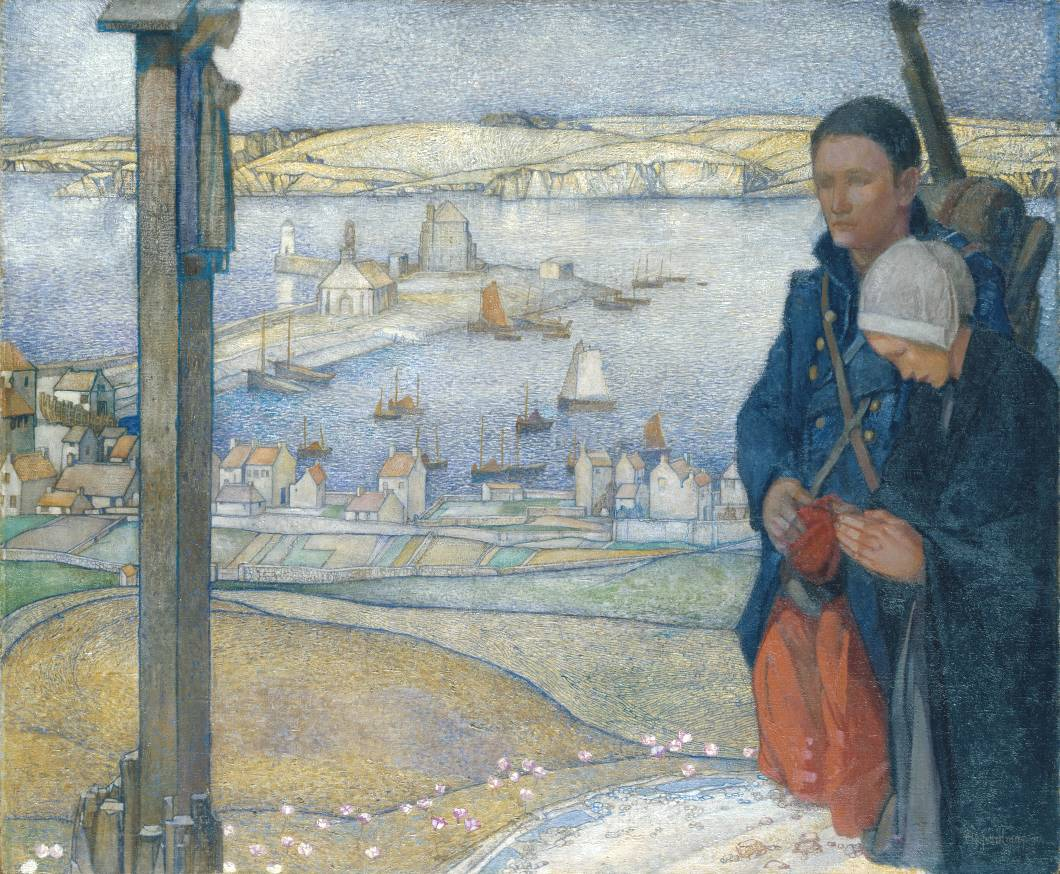
Bretagne, 1914

- Bretagne, 1914 (vers 1920), huile sur toile, Tate Gallery
- Saint Christophe, huile sur toile, coll. part (date ?)
- Stone Walls Do Not A Prison Make, Nor Iron Bars A Cage, coll. part, huile sur toile, (date ?)
- Un chant de Noël, coll. part (date ?)
- Elaine (inspiré d’un poème de Lord Alfred Tennyson, coll. part (date ?)
- Ferdinand et Miranda (la Tempête, acte V), coll. part. (date ?)